# Östra Stenby församling
Östra Stenby församling var en församling i Linköpings stift inom Svenska kyrkan i Norrköpings kommun. Församlingen uppgick 2008 i Västra Vikbolandets församling.
Församlings kyrka var Östra Stenby kyrka.
År 2006 var befolkningen i församlingen 404.

## Administrativ historik
Församlingen har medeltida ursprung under namnet Stens församling. Nuvarande namn började användas omkring 1750.
Församlingen utgjorde till 1 maj 1918 ett eget pastorat, därefter till 1962 var församlingen moderförsamling i pastoratet Östra Stenby och Konungsund. Från 1962 till 2008 var församlingen annexförsamling i pastoratet Kuddby, Tåby, Å, Östra Stenby, Konungsund, Furingstad och Dagsberg. Församlingen uppgick 2008 i Västra Vikbolandets församling.
Församlingskod var 058117.

## Kyrkoherdar
| Ämbetstid | Namn                 | Levnadstid | Övrigt                                    |
| --------- | -------------------- | ---------- | ----------------------------------------- |
| 1320–1336 | Sixternus            | Död 1336   |                                           |
| 1337      | Simon                | Död 1337   |                                           |
| 1387      | Jöns                 |            |                                           |
| 1477–1499 | Gislo                | Död 1499   |                                           |
| 1500–1514 | Petrus Olavi         | Död 1514   |                                           |
| 1518–1521 | Joannes Erici        | Död 1521   |                                           |
| 1522–1530 | Simon Andreae        | Död 1530   |                                           |
| 1531–1540 | Canutus Magni        | Död 1540   |                                           |
| 1541–1553 | Mauritius Petri      | Död 1586   | Senare kyrkoherde i Skärkinds församling. |
| 1553–1566 | Petrus Danus (Juthe) | Död 1566   |                                           |
| 1568–1608 | Joen Petri Klint     | Död 1608   |                                           |
| 1610–1650 | Isaacus Erici        | 1576–1650  |                                           |
| 1651-1669 | Gudmundus Sporenius  | -1669      |                                           |
| 1671-1692 | Jonas Austrelius     | 1627-1692  |                                           |
| 1694–1708 | Johannes Cornerus    | Död 1708   |                                           |
| 1710-1725 | Andreas Wåhlin       | 1661-1725  |                                           |
| 1728–1740 | Arvid Ranzoch        | 1685–1740  |                                           |
| 1741–1759 | Petrus Tempelman     | 1703–1759  |                                           |
| 1762–1805 | Jonas Sundelin       | 1721–1805  | Kyrkoherde och kontraktsprost.            |
| 1807–1812 | Olof Liedholm        | 1759–1812  | Kyrkoherde och prost.                     |
| 1813–1814 | Anders Lilja         | 1751–1814  |                                           |
| 1816–1822 | Per Laurenius        | 1758–1822  |                                           |
| 1825–1854 | Anders Eric Widmark  | 1774–1854  | Kyrkoherde och prost.                     |
| 1856–1858 | Anders Forssén       | 1799–1858  |                                           |
| 1861–1880 | Carl Edvard Öhrvall  | 1802–1880  | Kyrkoherde och kontraktsprost.            |
| 1881–1896 | Knut Hjalmar Kalén   | 1827–1896  |                                           |
| 1898–     | Axel Setterdahl      | 1846–      |                                           |
| 1928–1931 | Carl Wallentin       | 1856–1945  | [ 6 ]                                     |
| 1933–1955 | Oscar Lindmark       | 1897–      | [ 7 ] [ 8 ]                               |

### Komministrar
| Ämbetstid | Namn                        | Levnadstid | Övrigt                                        |
| --------- | --------------------------- | ---------- | --------------------------------------------- |
| 1647–1648 | Henricus Benedicti Gadd     | –1675      | Senare kyrkoherde i Kimstads församling.      |
| 1648–1651 | Ericus Ulff                 | 1619–1701  | Senare kyrkoherde i Bankekinds församling.    |
| 1659      | Ambrosius Ragvaldi Rozinius | –1694      | Senare kyrkoherde i Kimstads församling.      |
| 1661–1673 | Joannes Ankerman            | 1636–1692  | Senare kyrkoherde i Ljungs församling.        |
| 1678–1690 | Johannes Cornerus           | Död 1708   | Senare kyrkoherde i församlingen.             |
| 1718–1738 | Lars Schenmark              | 1694–1773  | Senare kyrkoherde i Östra Ny församling.      |
| 1738      | Carl Birgersson             |            | Senare kyrkoherde i Ringarums församling.     |
| 1759–1789 | Lars Jern                   | 1718–1789  |                                               |
| 1791–1807 | Anders Lilja                | 1751–1814  | Senare kyrkoherde i församlingen.             |
| 1807–1818 | Johan Arndt Enelius         | 1755–1818  |                                               |
| 1819–1841 | Samuel Pehr Laurenius       | 1789–1841  |                                               |
| 1842      | Pehr Gustaf Holmstedt       |            | Senare komminister i Västra Husby församling. |
| 1858      | Johan Fredrik Boström       |            | Senare kyrkoherde i Styrestads församling.    |
| 1863      | Knut Hjalmar Kalén          |            | Senare kyrkoherde i församlingen.             |
| 1881–1894 | Gustaf Alfred Söderqvist    | 1851–1903  | Senare kyrkoherde i Röks församling.          |
| 1895–     | Carl Wallentin              | 1856–1945  |                                               |

## Organister och klockare
| Ämbetstid | Namn          | Levnadstid | Övrigt                |
| --------- | ------------- | ---------- | --------------------- |
| 1806–1817 | Magnus Örnell | 1770–      | Organist och klockare |

### Klockare
| Ämbetstid | Namn                       | Levnadstid | Övrigt   |
| --------- | -------------------------- | ---------- | -------- |
| 1695-1710 | Inge Persson               |            | Klockare |
| 1711–1758 | Simon Sigfridsson Marström | 1685–1758  | Klockare |
| 1777–1785 | Israel Marström            | 1743–1785  | Klockare |
| 1786–1787 | Anders Eliasson            | 1757–      | Klockare |

### Organist
| Ämbetstid | Namn                    | Levnadstid | Övrigt   |
| --------- | ----------------------- | ---------- | -------- |
| –1704     | Johan Pedersson         | 1664–1704  | Organist |
| 1706–1746 | Jonas Olofsson Lundberg | 1683–1746  | Organist |
| 1753–1787 | Hans Eliasson           | 1729–      | Organist |